# Kela Khera
Kela Khera là một thị xã và là một nagar panchayat của quận Udham Singh Nagar thuộc bang Uttaranchal, Ấn Độ.

## Nhân khẩu
Theo điều tra dân số năm 2001 của Ấn Độ, Kela Khera có dân số 7783 người. Phái nam chiếm 53% tổng số dân và phái nữ chiếm 47%. Kela Khera có tỷ lệ 34% biết đọc biết viết, thấp hơn tỷ lệ trung bình toàn quốc là 59,5%: tỷ lệ cho phái nam là 43%, và tỷ lệ cho phái nữ là 24%. Tại Kela Khera, 22% dân số nhỏ hơn 6 tuổi.